# Chapelle Notre-Dame-de-la-Motte de Vesoul
La chapelle Notre-Dame-de-la-Motte, ou simplement appelée chapelle de la Motte, est une chapelle-oratoire dédiée à la vierge Marie située à Vesoul, dans la région Bourgogne-Franche-Comté. Érigée au sommet de la colline de La Motte, c'est l'un des monuments les plus emblématiques de la ville de Vesoul.
À la suite d'une grave épidémie de choléra en 1854 qui décima des milliers de personnes dans le département, Vesoul, ville alors la plus peuplée de Haute-Saône, ne recensa que peu de morts de cette maladie. Convaincues que la ville a été protégée par la Vierge, qui à cette époque a une aura importante dans la cité, les autorités religieuses locales décident de lui faire construire une chapelle en guise de remerciement au sommet de la Motte, à 150 mètres au-dessus de la plaine.
Face à l'état de détérioration avancé du monument, la mairie décide en 2013 de rénover et de réhabiliter la chapelle et sa statue. 

## Situation géographique

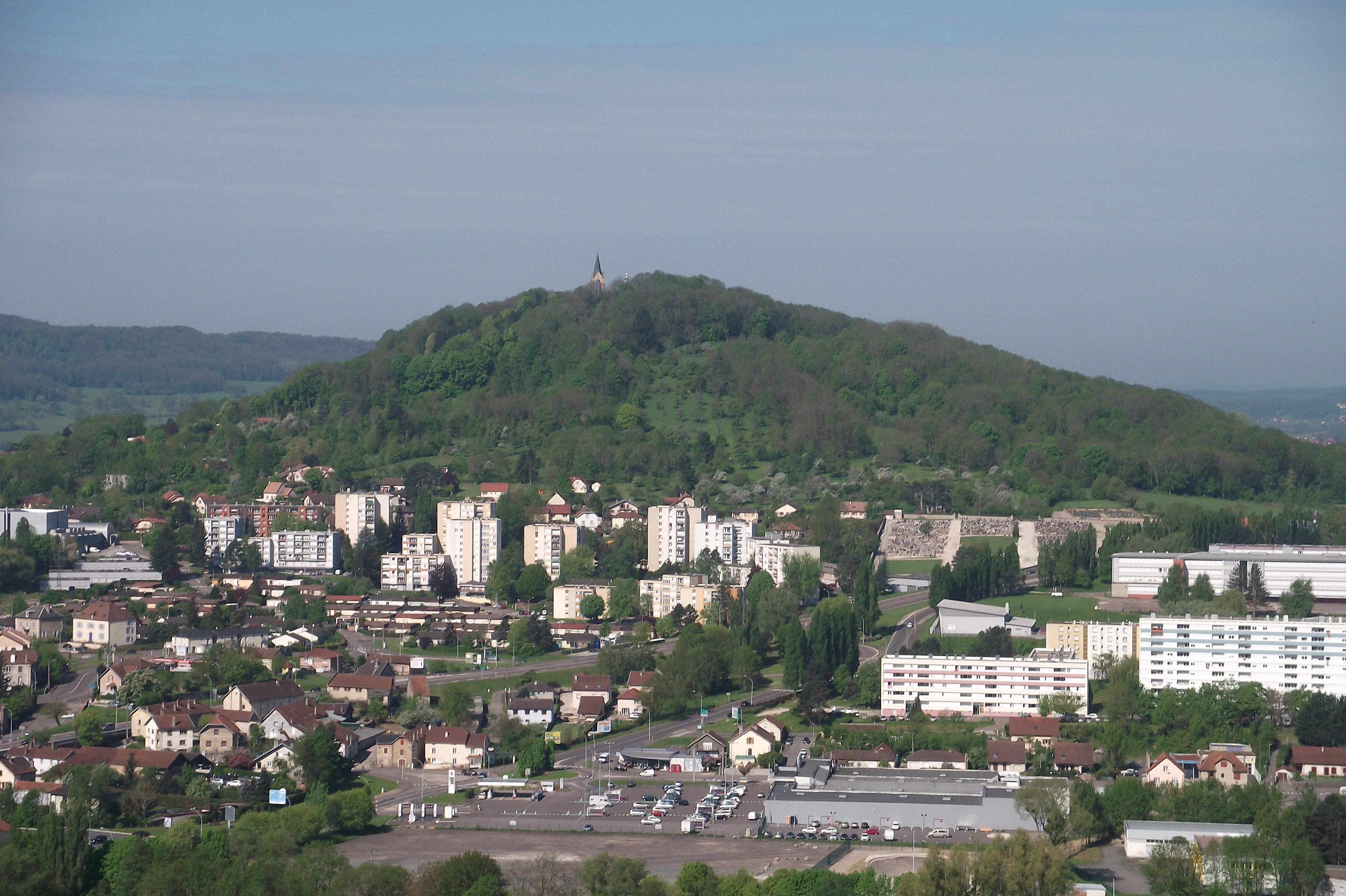
La colline de La Motte et la chapelle en son sommet.

La chapelle se trouve au sommet de La Motte, butte-témoin de forme conique qui culmine à 378 mètres d'altitude.
Le sommet offre une vue sur toute la plaine environnante.

## Histoire de la chapelle

### Le site avant la construction de la chapelle
Avant la construction de la chapelle en 1857, une grande croix en bois se dressait au sommet de La Motte. Cette croix était souvent victime des orages, et se renversait. Par bonté et fidélité, les vésuliens la relevaient. Ce site a été voué à la Vierge entre le XIIIe et le XVe siècle, sous le nom de Notre-Dame-du-Chastel (en référence au château de Vesoul,. Lorsque la cité est assiègée en 1479, le culte de la Vierge à la Motte cesse.

### Contexte: le choléra en Haute-Saône en 1854
Au milieu du XIXe siècle, la France connait une importante épidémie de choléra. La Haute-Saône est alors l'un des départements français les plus touchés. Les localités recensant le plus de décès du choléra sont Gray (563) et Gy (390) suivi de Saulx (320), Saint-Loup-sur-Semouse (267), Pesmes (251), Villersexel (112), Selles (165). Certains villages perdirent près d'un tiers de leur population. Au total, près de 10 000 personnes en Haute-Saône moururent du choléra en 1853 et 1854.
Au mois de juillet 1854, le département était alors ravagé par cette épidémie, mais la ville de Vesoul avait étrangement été épargnée ; très peu de cas de choléra ont alors été recensés. Le dimanche 30 juillet 1854, face à la menace du choléra, les habitants de Vesoul décidèrent de réaliser une procession jusqu'à Notre-Dame-d'Échenoz, à quelques kilomètres au sud de Vesoul, espérant bénéficier de la protection divine de la Vierge et ainsi de protéger la ville du choléra. En effet, un sanctuaire dédié à Marie existait depuis longtemps dans cette petite localité.
La procession, qui rassembla plusieurs milliers de personnes, débute dans la soirée au départ de l'église Saint-Georges de Vesoul, jusqu'à Échenoz. Au retour à l'église Saint-Georges, les paroissiens réunis dans l'église émirent le vœu d'ériger au sommet de La Motte un monument religieux en l'honneur de la vierge Marie, en guise de remerciement pour avoir préservé la ville de Vesoul du choléra, mais aussi pour assurer cette préservation à l'avenir.

### Élaboration et réalisation de la chapelle

#### Conception et préparation du projet

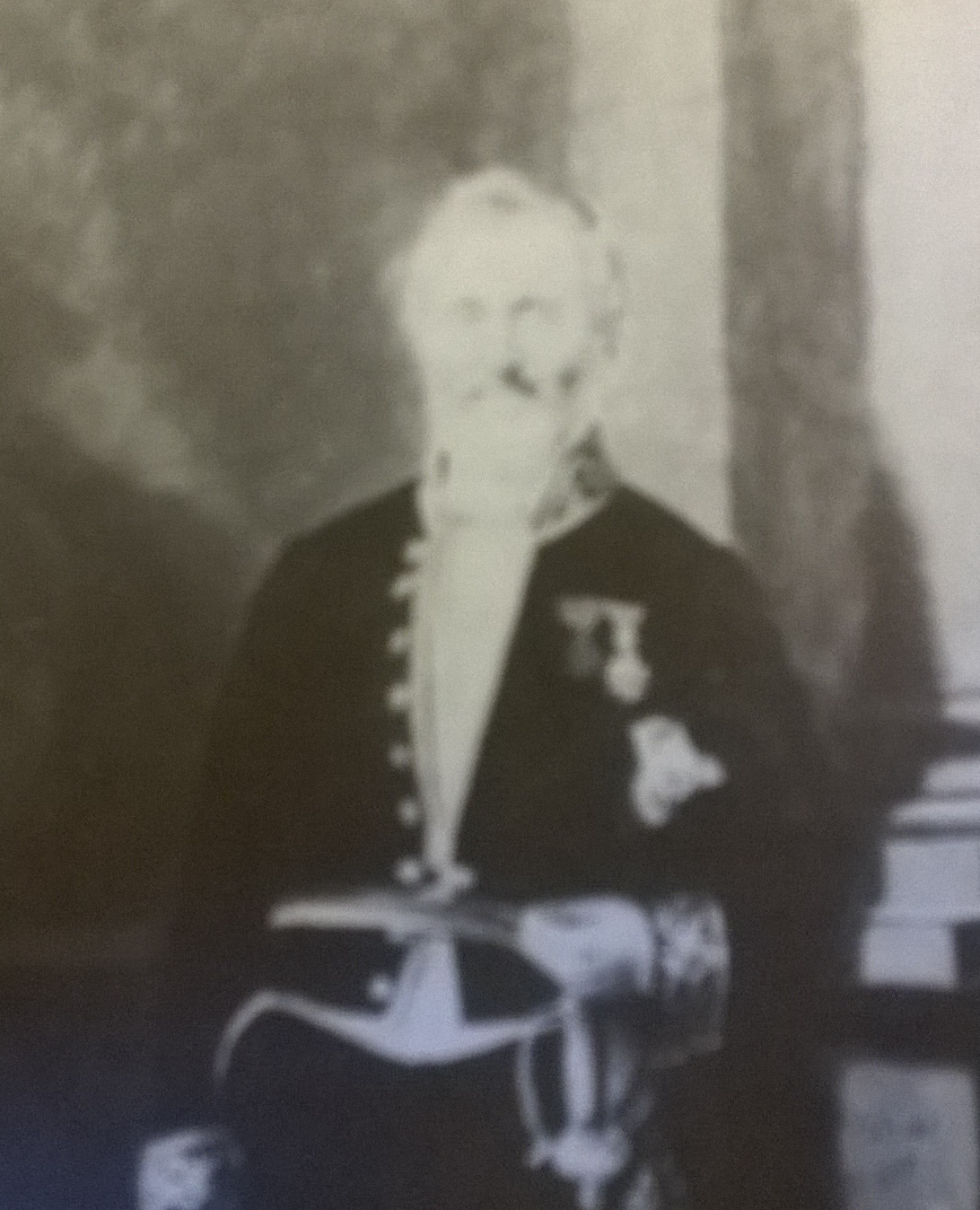
Le projet de construction d'une chapelle à la Motte est validé par le maire de Vesoul Étienne Bernard Rossen

Afin d'ériger un monument religieux au sommet de la Motte, les paroissiens demandèrent l'accord de la municipalité de Vesoul ; les terrains du sommet de la Motte étant propriété communale. Le curé de Vesoul adresse alors une lettre au maire de Vesoul, Étienne Bernard Rossen, le 14 août 1854 dans laquelle il y explique que la population souhaite remplacer la croix en bois au sommet de la Motte par une authentique chapelle consacrée à la Vierge Marie. Il y joint un plan du monument conçu par François-Jules Février (1811-1892), nommé architecte du département de la Haute-Saône en 1841,, et assure que la construction de la chapelle sera totalement financée par une souscription publique. Le maire réunit le conseil municipal pour délibération avec pour résultat un accord unanime, les membres du conseil municipal ayant eux-mêmes de fortes peufs sur les ravages du choléra dans le département.

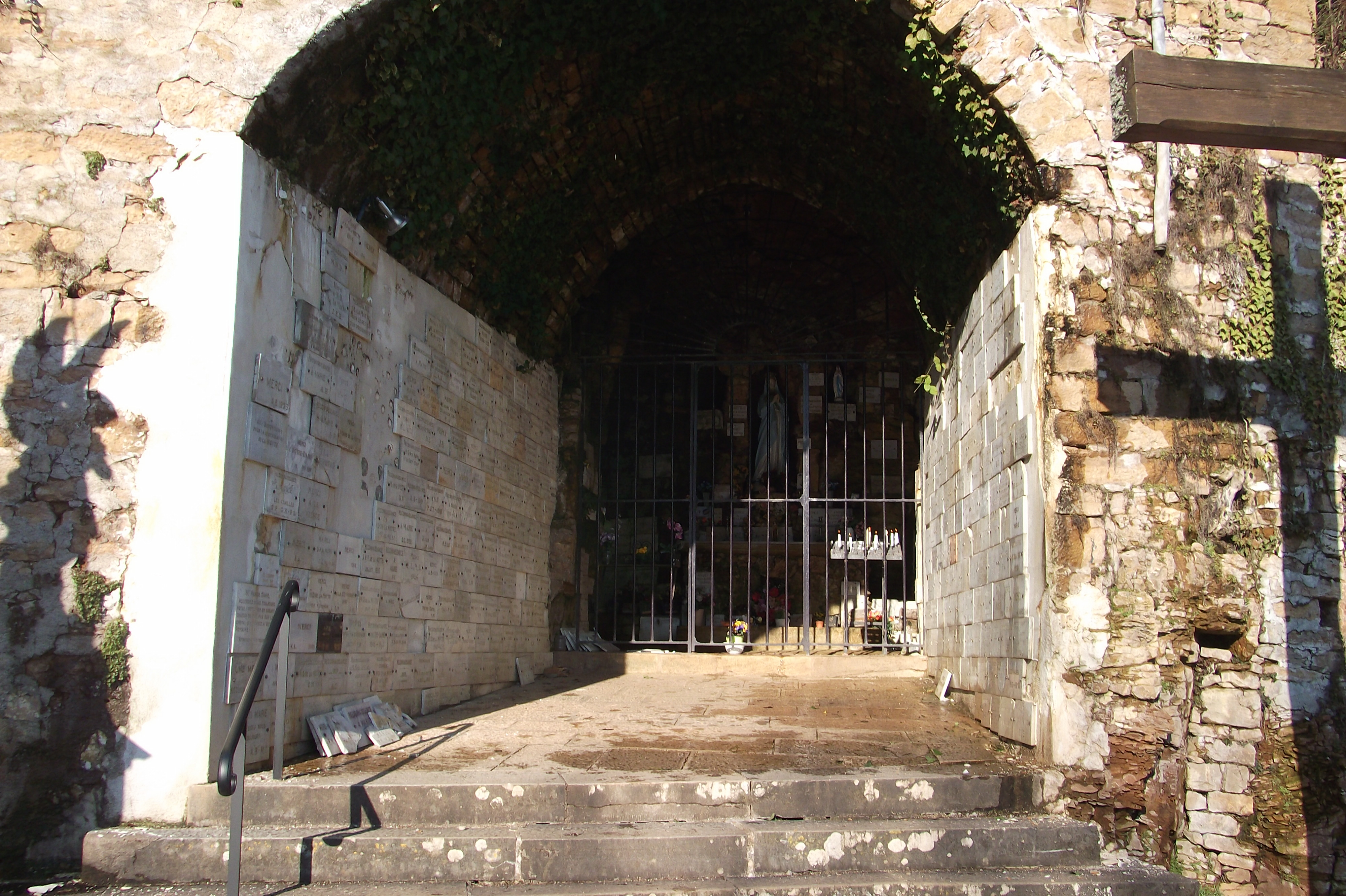
La « grotte de la Motte », situêe en contrebas de la chapelle.

Le 27 septembre 1854, la commission d'archéologie de Vesoul mandate une sous-commission chargée de surveiller les futurs travaux de terrassement de la chapelle.
Dans l'attente de la construction de la chapelle, une grotte en l'honneur de la Vierge est creusée au sommet de la Motte. Consacré au culte, elle est bénie le 21 novembre 1854.
Une première souscription de fonds est réalisée envers la population catholique de la ville : entre trois et quatre jours de collecte de fonds, 10 000 francs furent collectés. Plus tard, une deuxième et une troisième souscription furent a nouveau soumise aux habitants.
Dans le but de facilité l'accès au sommet de la Motte, un véritable chemin en lacet est tracé, dès le 19 avril 1855. En effet, l'accès au sommet - 150 mètres au-dessus de la plaine - se faisait jusqu'alors par le biais d'un sentier rudimentaire et mal entretenu.

#### Construction de la chapelle
Les travaux de la chapelle débutèrent en juillet 1855. Dès le 9 juillet, on commence à creuser les fondations de l'édifice. La sous-commission d'archéologie missionée pour les travaux de la chapelle constatent de solides et épaisses fondations au sommet de la Motte ; il est alors estimé qu'elles correspondent au donjon de l'ancien château fort Castrum Vesulium qui fut rasé quelques siècles auparavant. De plus, une petite pièce de canon fut également retrouvée. Le 12 août, la première pierre est posée. Ce même jour, une procession rassemblant plus de dix mille personnes a lieu : Monseigneur le Cardinal-Archevêque, les autorités de Vesoul ainsi qu'une soixantaine d’ecclésiastiques sont présents.
L'archevêque bénit les quatorze stations du chemin de croix, ainsi que la grotte creusée au sommet. Conformément au rituel, il bénit la première pierre du monument dans laquelle est renfermé le procès-verbal de construction de la chapelle ainsi que de multiples médailles et pièces de monnaie. Après avoir posé la première pierre symbolique, les religieux se dirigèrent vers l'église Saint-Georges.
Les travaux de la chapelle eurent lieu au cours de l'année 1856 et en partie en 1857 pour se terminer le 2 juillet 1857.

#### Inauguration du sanctuaire
La chapelle est inaugurée le 9 août 1857. Une importante fête, relatée par divers journaux de presse, est organisée. On estime à 15000 le nombre de personnes rassemblées. De nombreuses personnalités, dont monseigneur Gousset, archevêque de Reims successeur d'Hincmar et héritier de son siège et monseigneur Mathieu, le successeur des Granvelle et des Grammont. La chapelle fut bénite à 17h30 en ce jour du 2 juillet 1857.

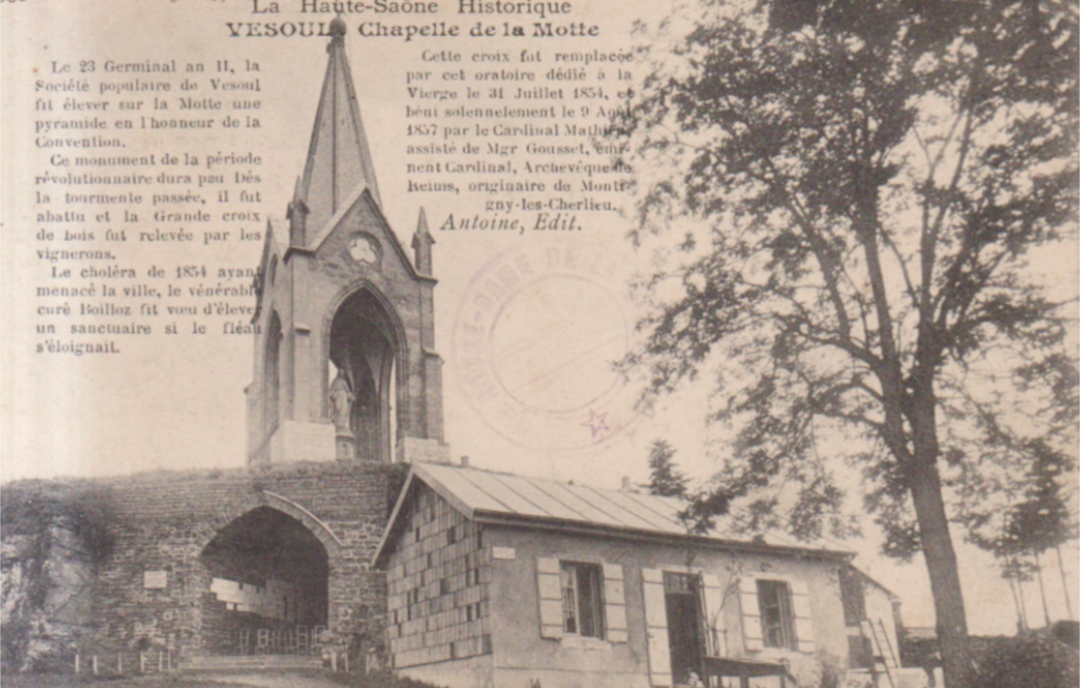
Chapelle de la Motte. Carte postale circulée en 1913.

Une procession a lieu de la ville jusqu'au sommet de la Motte. Une croix processionnelle suivie de 135 prêtres est portée jusqu'au sommet. Le cardinal Gousset et monseigneur Gérard assistent a la procession. Des autorités judiciaires, administratives, financières et militaires sont également présentes. Après une heure de marche, toutes les personnes se trouvent quasiment au sommet de la Motte. Cette heure a aussi connu des discours et quelques arrêts. Au sommet, se trouve la maison du gardien du site. Il a également été aménagé une grande plateforme qui a pour objectif d'accueillir du monde pour célébrer la pose de la croix. 
À la suite de l'ascension de la croix, à l'arrivée au sommet, le cardinal Mathieu dédie la chapelle, conformément au rite chrétien. À la fin de ces prières, le cardinal bénit les personnalités religieuses ainsi que les habitants présents lors du sacre. C'est alors que le cardinal Mathieu fit ce discours : « Pluviam voluntariam segregabis, Deus, hœreditati tuœ, et infirmata est, tu verô perfecisti eam », ce qui signifie « Vous avez réservé, ô mon Dieu, une pluie salutaire à votre héritage; il était affaibli, vous l'avez fortifié ». À la suite des prières du cardinal Mathieu, le clergé raccompagna celui-ci à l'église Saint-Georges de Vesoul.

### La chapelle auxXXeetXXIesiècle

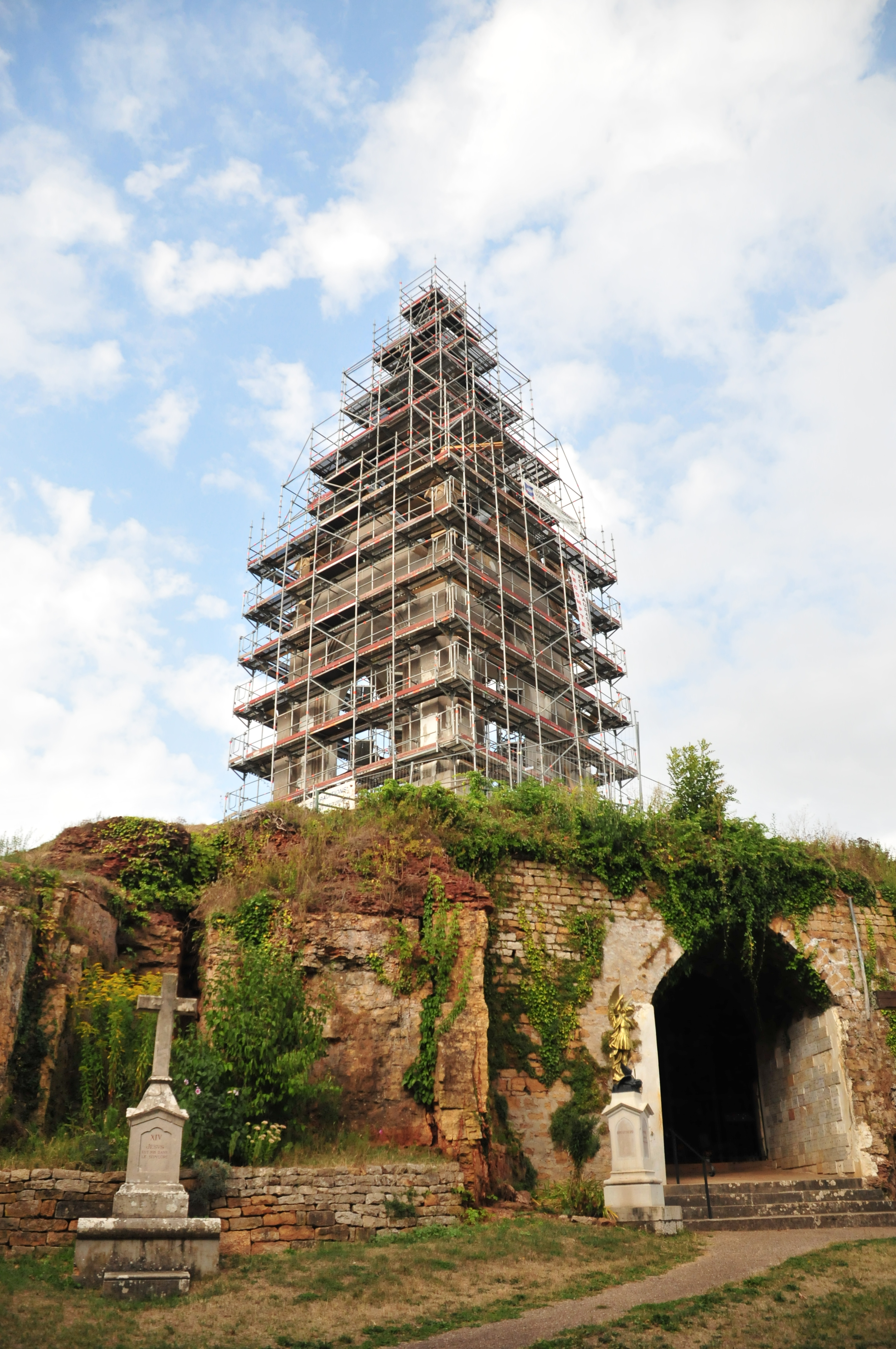
Chantier de restauration de la Chapelle Notre-Dame de la Motte à Vesoul. Travaux du 1er juillet au 30 octobre 2013.

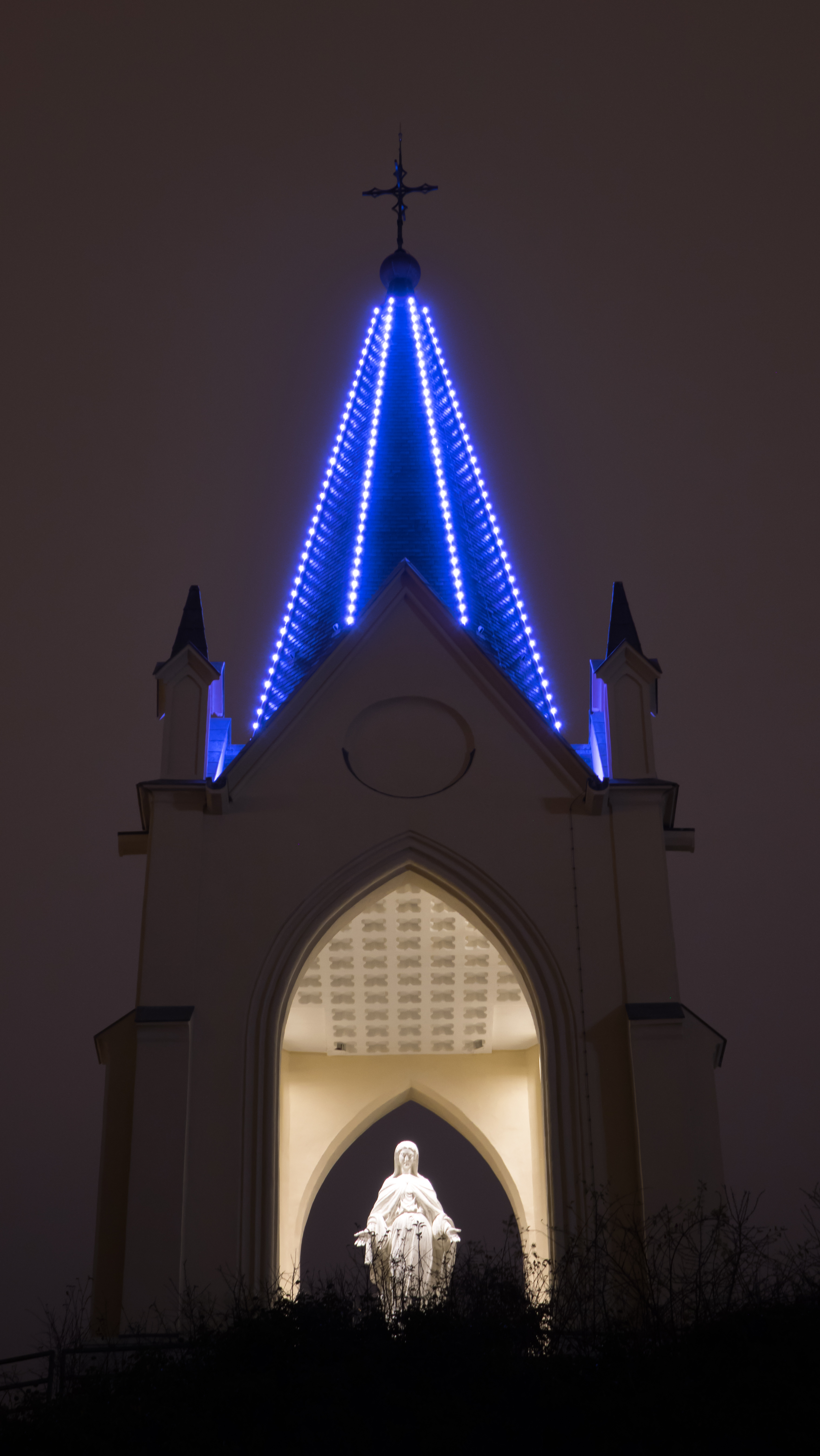
L'éclairage nocturne de la chapelle Notre-Dame de la Motte.

En 1916, une statue de l'archange Saint-Michel est installé devant la grotte, à proximité de la chapelle.
Le 25 février 1966, la chapelle est en partie détruite par un incendie. Elle est par la suite réhabilitée ; sa restauration terminera en juin 1967.
Le 9 mars 2004, le site de La Motte sur lequel se trouve la chapelle a été classé pour son caractère pittoresque.
En 2013, une importante restauration de la chapelle à lieu. La pierre calcaire était en effet très altérée par les eaux de pluie, tandis que l'érosion du socle naturel avait engendré un déchaussement de l'emmarchement.
Les travaux menés par la mairie de Vesoul commencèrent au printemps 2013. Ils furent découpés en trois points :
1. la restructuration de l'édifice, avec mise en place d'un enduit à la chaux naturelle et rénovation de la statue, ainsi qu'un nouvel éclairage nocturne.
2. l'aménagement d'un parvis pour stabiliser l'érosion du sol et étancher la voûte naturelle de la grotte située en contrebas de la chapelle.
3. la création d'une signalétique abordant différents points historiques et géographiques.

Ces travaux ont été temporairement suspendus en 2014 pour cause de fouilles archéologiques.

## Architecture

### Caractéristiques de la statue

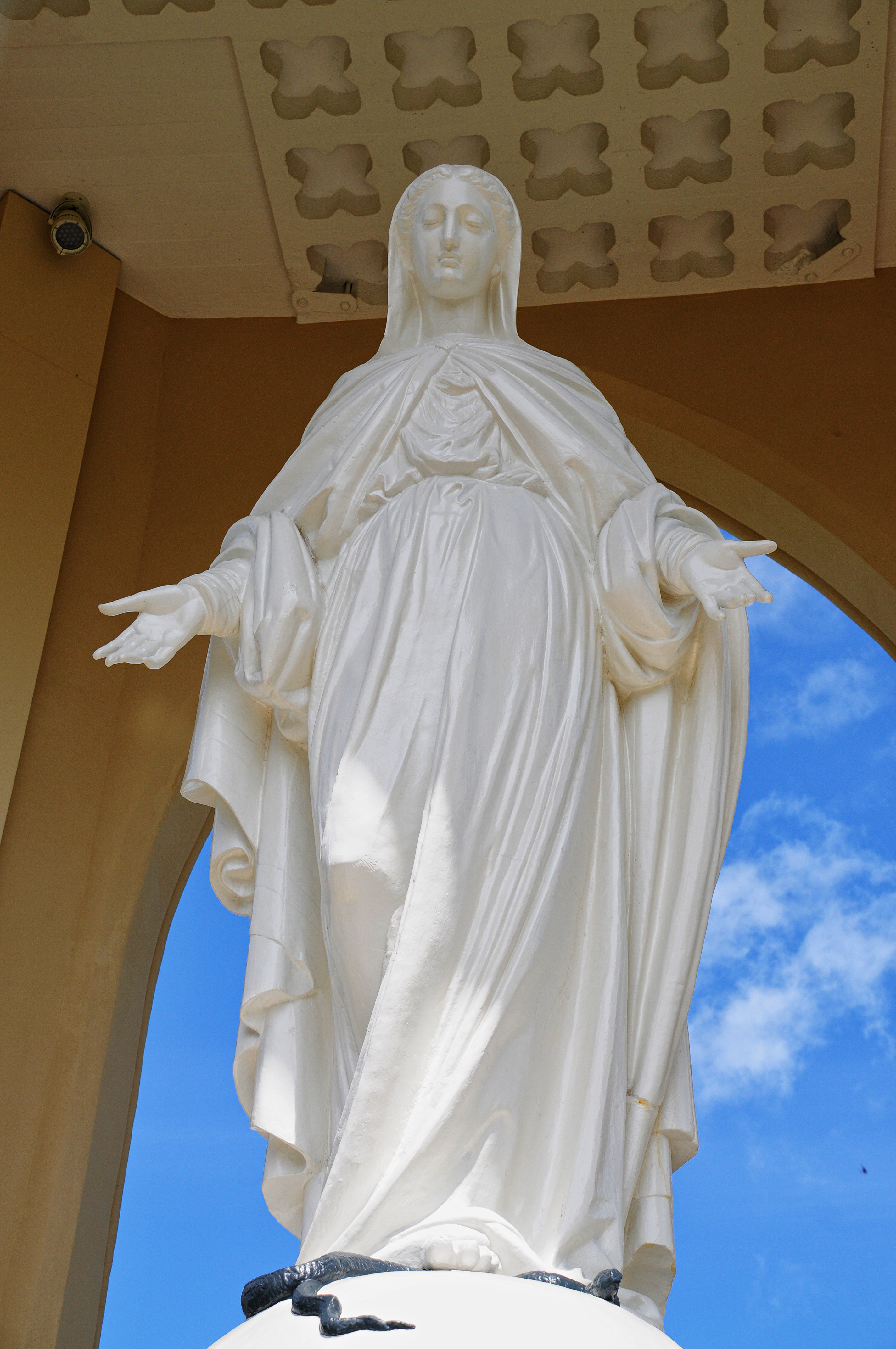
Détail de la statue

La statue Notre-Dame-de-la-Motte est en bronze, peinte de couleur blanche. Elle est d'une hauteur de 3,50 mètres. Les pierres de la chapelle proviennent de la carrière de la Motte. Elles sont décrites comme parfaites pour l'élévation du monument. La statue de Marie a été créée dans les fonderies de monsieur Barbezat et Compagnie, au Val d'Osne. Pesant 1 530 kilogrammes, la statue a été achetée, au prix de 300 francs, uniquement par un généreux bourgeois de Vesoul, qui la donna à la ville pour l'implantation du monument. La statue, représentant la Vierge, a ses mains tendues vers le quartier ancien de Vesoul. Vestimentairement, la statue a la tête couronnée de fleurs et le corps vêtu d'une robe et d'un manteau en or. Deux lampes accompagnées de parfums se trouvent à ses côtés.
À ses pieds s'enroule un serpent, allégorie récurrente dans l'iconographie chrétienne symbolisant le triomphe de la Vierge sur le Mal.

### Caractéristiques du portique
Le portique est grand et surmonté de clochetons. Au centre de ces clochetons se trouve une flèche accompagnée d'une croix. Composé de brique rouges, le portique est ouvert sur ses quatre côtés. Au milieu se trouve un piédestal en pierre blanche.

## Répliques du monument

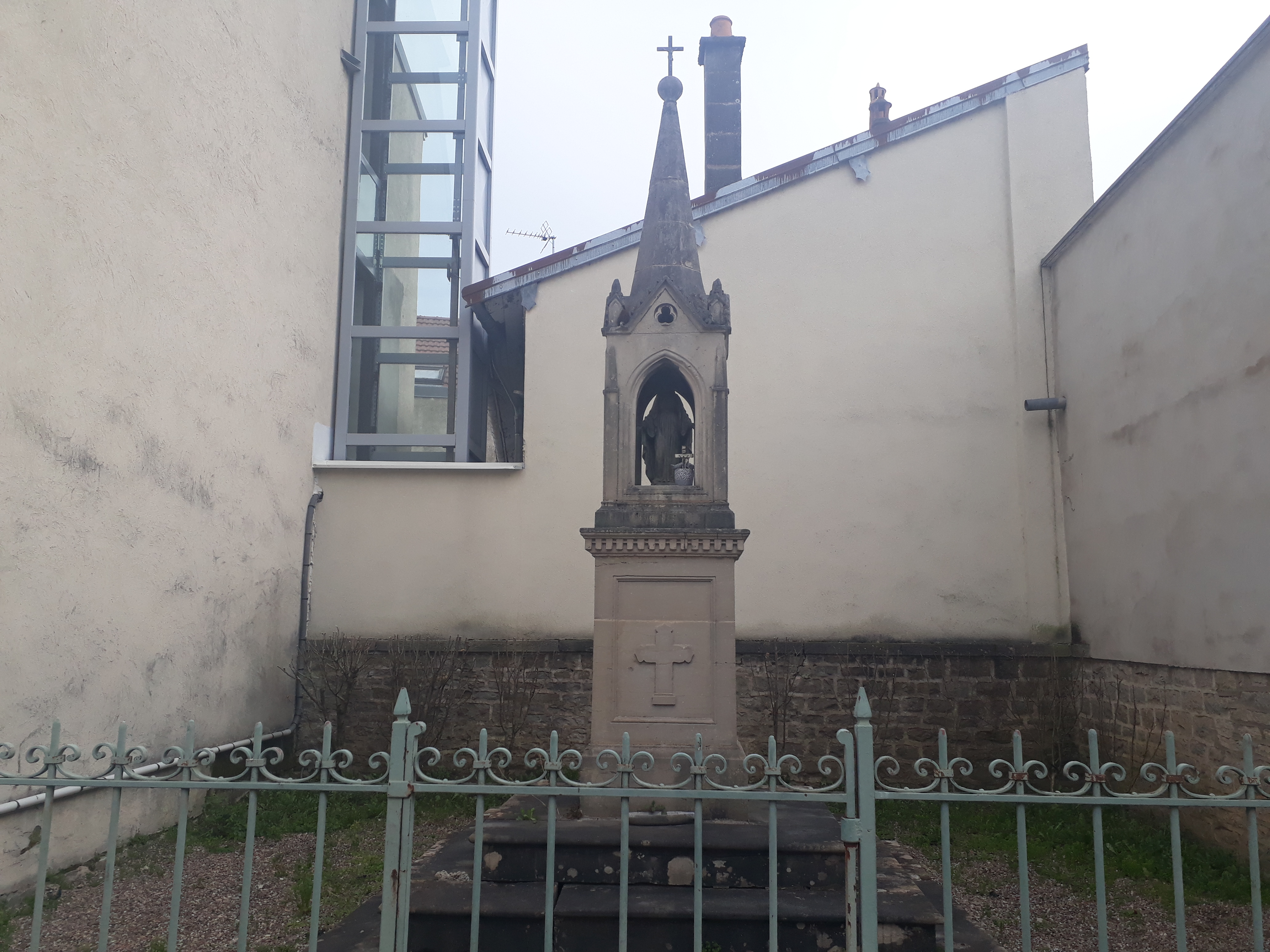
L'oratoire du boulevard du général de Gaulle est une réplique de la chapelle.

Une réplique de la chapelle existe dans le quartier sud de Vesoul. Située entre le no 33 et le no 35 du boulevard du général de Gaulle, il s'agit d'un petit oratoire entièrement clos représentant Notre-Dame-de-la-Motte.

## Hymne de Notre-Dame-de-la-Motte
Les Vésuliens ont composé un hymne pour Notre-Dame-de-la-Motte.
Ô vous qui, des hauteurs de la voûte étoilée, 

Veillez sur notre ville avec un soin jaloux, 

Daignez toujours répandre, ô Vierge immaculée, 

Vos grâces et vos dons sur nous.

Déjà votre pouvoir, dans des moments funestes,
De nos toits menacés, a deux fois écarté

Ce redoutable agent des colères célestes, 

Ce venin dont chez nous l'air était infecté.

Si les vents qui portaient sur leurs terribles ailes

Tant de poisons subtils, tant de douleurs mortelles, 

Doivent dans nos climats prendre un nouvel essor, 

Quand reviendront les jours d'angoisse et de souffrance, 

Vous qui, deux fois déjà, fûtes notre espérance

Reine de la montagne, ah! sauvez nous encor!
Nous avons près de nous élevé votre image.

Pour la voir nuit et jour briller dans nos cieux;

Pour vous offrir nos cœurs, notre encens, notre hommage, 

Et voir tourné vers nous votre front radieux;

Pour aller au sommet de ces rochers antiques, 

Aux chants des séraphins unir de saints cantiques, 

Et pour nous préserver des découragements, 

Célébrer à vos pieds le sacrifice auguste, 

Où comme au Golgotha coule le sang du Juste, 

Pour payer la rançon de nos égarements.
Faites, hommes de foi, souvent de saints voyages

 À ce mont à Marie aujourd'hui consacré ;

Allez-y dans vos jours de sinistres présages ;

Là, pour vous est ouvert un refuge assuré, 

Là, les deux bras tendus, vous appelle une Mère :

Offrez lui le tribut d'un cœur pur et sincère.

Vous trouverez près d'elle et le calme et la paix.

 À l'amour d'un bon fils joignez la confiance, 

Contractez avec elle une sainte alliance, 

Et vous ne rentrerez que comblés de bienfaits.

Venez aussi, venez, hommes de la campagne, 

Rendre hommage avec nous à la Reine du Ciel ;

Venez aussi, venez à la sainte montagne

Recueillir des faveurs plus douces que le miel.

Si l'hiver quelquefois vous inspire des craintes, 

Avec bonté Marie entend toujours vos plaintes ;

Car elle aime et bénit vos utiles travaux.

Contre les vents glacés son amour les protège, 

Couvre vos blés naissants d'un blanc tapis de neige, 

Et vous les rend l'été plus épais et plus beaux.
Entre Marie et nous il n'est plus de barrière ;

Elle accueille tous ceux qu'illumine la foi, 

 À son Fils bien-aimé reporte leur prière

Et fait rentrer l'espoir dans leur cœur en effroi.

Quand la grêle a broyé les épis dans les plaines, 

Quand la pluie en torrents a changé les fontaines, 

Des vignes quand la bise a gelé les bourgeons, 

Si nous n'avons perdu la foi ni le courage, 

Celle qui d'un seul mot fait reculer l'orage, 

Rend moins complets les maux dont nous nous affligeons.
Venez donc, venez tous, hommes de la campagne, 

Rendre hommage avec nous à la Reine du ciel.

Venez aussi, venez à la sainte montagne

Recueillir des faveurs plus douces que le miel.

O vous qui, des hauteurs de la voûte étoilée, 

Veillez sur notre ville avec un soin jaloux, 

Daignez toujours répandre, ô Vierge immaculée, 

Vos grâces et vos dons sur nous.

Habitants des cités, peuple de la campagne, 

Venez vous consacrer à la Reine du Ciel.

Venez tous avec nous à la sainte montagne, 

Recueillir des faveurs plus douces que le miel.

## Le lieu de pèlerinage
Le chemin de croix et la chapelle sont devenus un lieu de pèlerinage.

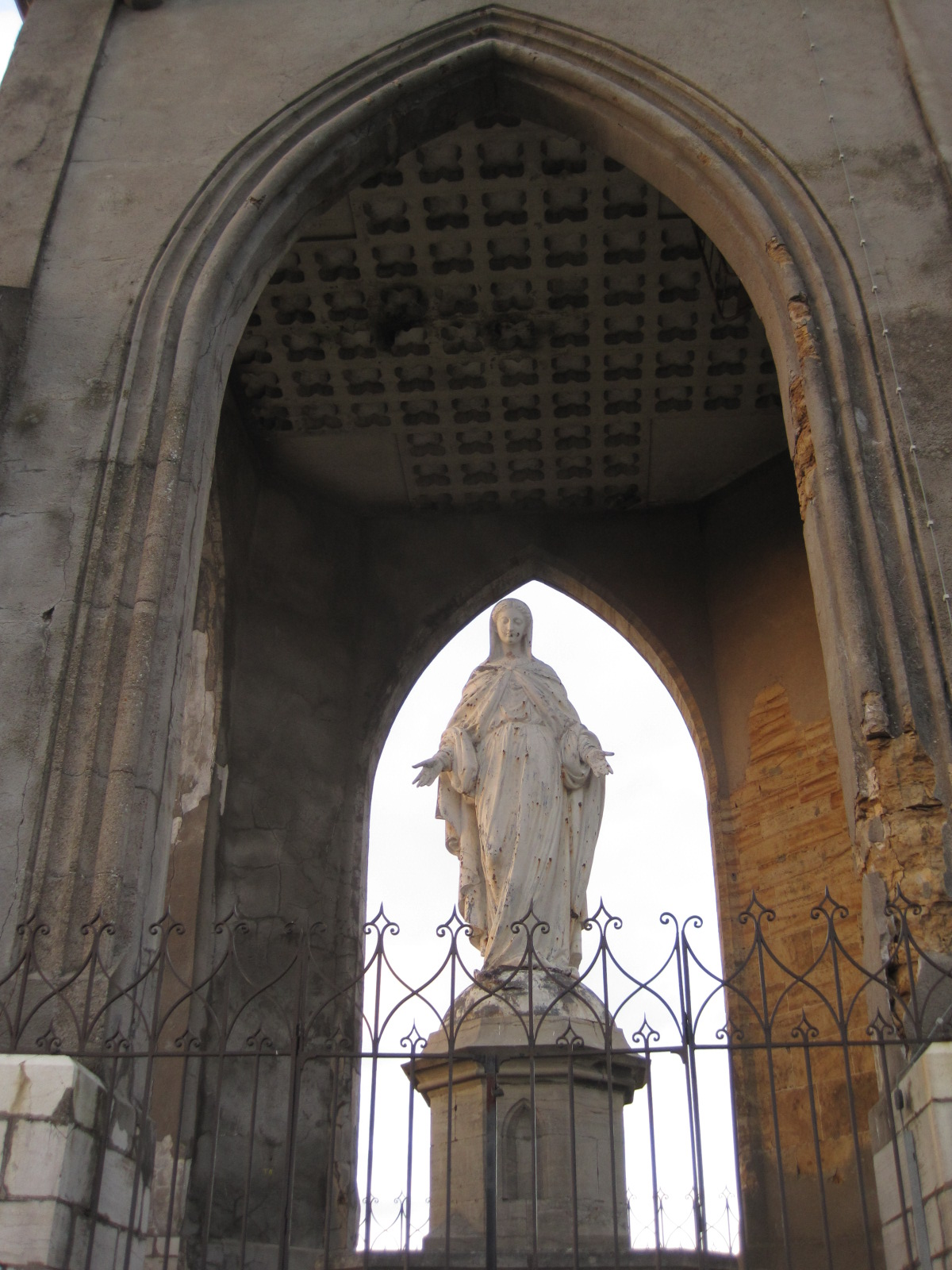
Statue de la vierge Marie.
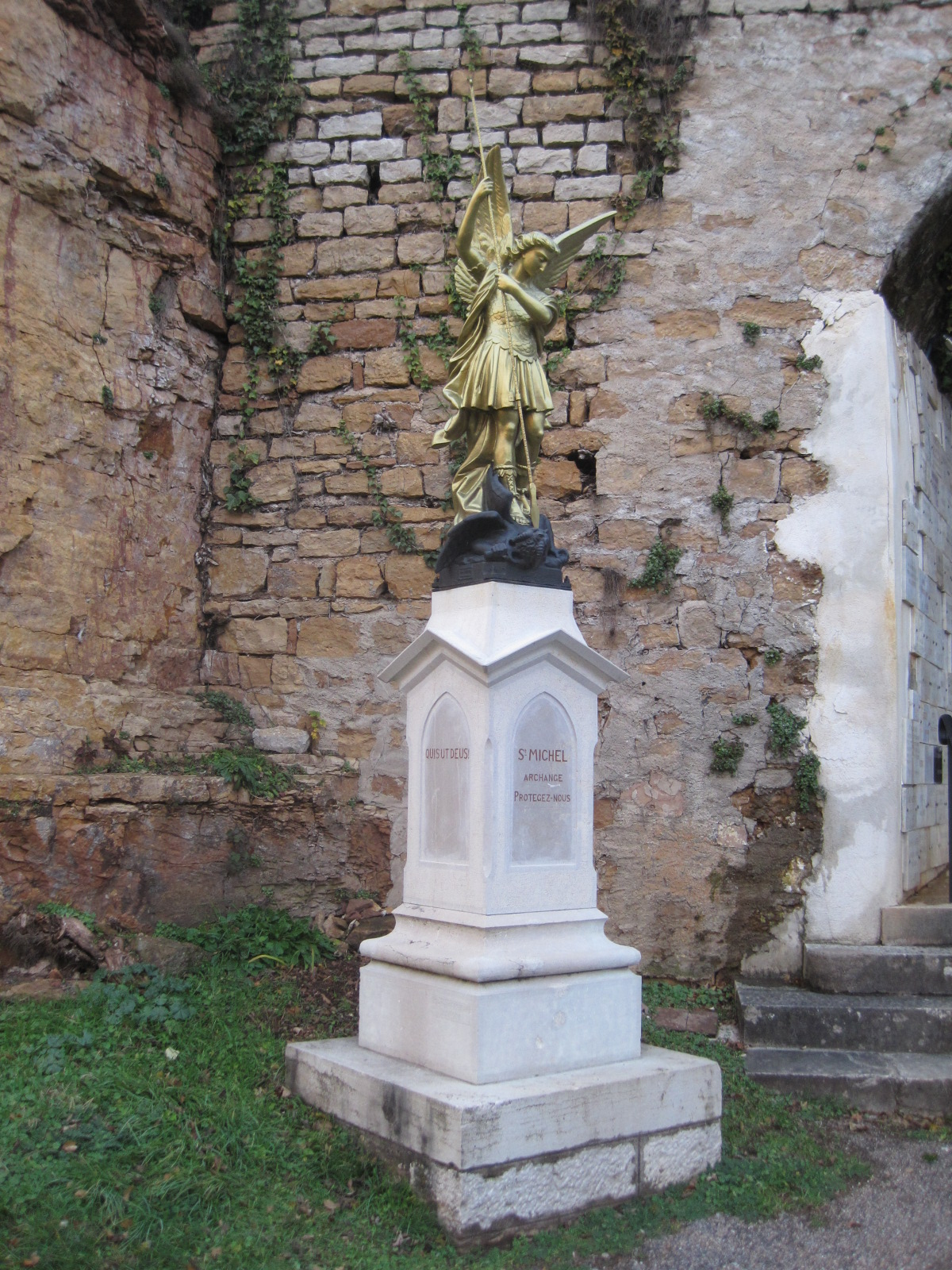
Statue de l'archange Saint Michel.
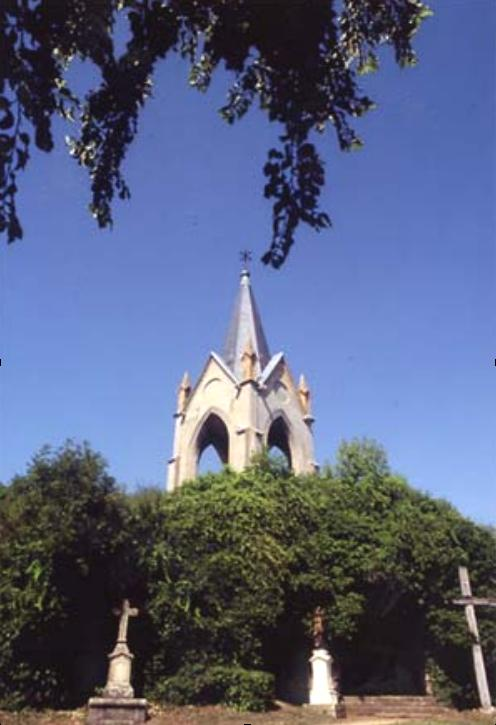